# Alan Kennedy
Alan Phillip Kennedy (Sunderland, 31 agosto 1954) è un ex calciatore e commentatore sportivo britannico, di ruolo difensore.

## Carriera

### Club
Iniziò la sua carriera professionistica come difensore di fascia nel Newcastle, squadra con la quale giocò a Wembley nel 1974 la sua prima finale di Coppa d'Inghilterra, proprio contro i Reds, che si imposero 3-0. Due anni dopo, Kennedy raggiunse con il Newcastle un'altra finale, quella di Coppa di Lega e fu un'altra sconfitta, per 2-1 contro il Manchester City.
Fu preso dal Liverpool nel 1978, dopo che il club aveva vinto la sua seconda Coppa dei Campioni. Sotto la guida di Bob Paisley, coprì la fascia sinistra per tre stagioni consecutive.
Il primo successo arrivò subito con la conquista del campionato inglese del 1979. L'anno successivo Kennedy non poté giocare molto per via di un infortunio, ma tornò in tempo per giocare la finale di Coppa di Lega contro il West Ham Utd. Il Liverpool vinse 2-1 e fu il primo double per Kennedy che in quella stagione vinse anche - per la seconda volta consecutiva - il titolo di campione d'Inghilterra.

Kennedy realizza contro Tancredi il rigore decisivo nella finale 1984 allo Stadio Olimpico

Nel 1981 gioca la finale di Coppa dei Campioni al Parco dei Principi di Parigi contro il Real Madrid, segnando al portiere spagnolo Agustín la rete che diede al Liverpool la sua terza Coppa dei Campioni.
Rimase al Liverpool fino alla fine della stagione 1985-1986, vincendo il treble nel 1984: campionato inglese, Coppa di Lega e Coppa dei Campioni, quest'ultima vinta ai rigori contro la Roma in finale, nel corso della quale fu lo stesso Kennedy a segnare l'ultimo rigore, quello decisivo. Il suo posto venne preso dall'irlandese Jim Beglin, che il tecnico Kenny Dalglish usava ormai in pianta stabile sulla fascia fin dal 1985.
Prima di lasciare l'attività nel 1994 all'età di quarant'anni, Kennedy giocò ancora in squadre minori inglesi e belghe.

### Nazionale
In Nazionale il suo ruolo era coperto stabilmente dal terzino dell'Arsenal Kenny Sansom; furono 2 le presenze collezionate, entrambe nel 1984 per partite valide per il Torneo Interbritannico 1984.

## Dopo il ritiro
Dopo il ritiro ha iniziato una nuova carriera come commentatore sportivo per il canale britannico Sky Sports e per varie testate a stampa.
Scrive anche per il sito ufficiale del Liverpool F.C., e ha in più occasioni rappresentato la squadra nelle esibizioni di vecchie glorie.

## Statistiche

### Cronologia presenze e reti in nazionale
| Cronologia completa delle presenze e delle reti in nazionale ― Inghilterra | Cronologia completa delle presenze e delle reti in nazionale ― Inghilterra | Cronologia completa delle presenze e delle reti in nazionale ― Inghilterra | Cronologia completa delle presenze e delle reti in nazionale ― Inghilterra | Cronologia completa delle presenze e delle reti in nazionale ― Inghilterra | Cronologia completa delle presenze e delle reti in nazionale ― Inghilterra | Cronologia completa delle presenze e delle reti in nazionale ― Inghilterra | Cronologia completa delle presenze e delle reti in nazionale ― Inghilterra |
| Data                                                                       | Città                                                                      | In casa                                                                    | Risultato                                                                  | Ospiti                                                                     | Competizione                                                               | Reti                                                                       | Note                                                                       |
| -------------------------------------------------------------------------- | -------------------------------------------------------------------------- | -------------------------------------------------------------------------- | -------------------------------------------------------------------------- | -------------------------------------------------------------------------- | -------------------------------------------------------------------------- | -------------------------------------------------------------------------- | -------------------------------------------------------------------------- |
| 4-4-1984                                                                   | Londra                                                                     | Inghilterra                                                                | 1 – 0                                                                      | Irlanda del Nord                                                           | Torneo Interbritannico 1984                                                | -                                                                          |                                                                            |
| 2-5-1984                                                                   | Wrexham                                                                    | Galles                                                                     | 1 – 0                                                                      | Inghilterra                                                                | Torneo Interbritannico 1984                                                | -                                                                          |                                                                            |
| Totale                                                                     |                                                                            | Presenze                                                                   | 2                                                                          |                                                                            | Reti                                                                       | 0                                                                          |                                                                            |

## Palmarès

### Competizioni nazionali
- Campionato inglese: 6

Liverpool: 1978-1979, 1979-1980, 1981-1982, 1982-1983, 1983-1984, 1985-1986
- Coppa d'Inghilterra: 1

1985-1986
- Coppa di Lega inglese: 4

Liverpool: 1980-1981, 1981-1982, 1982-1983, 1983-1984
- Charity Shield: 4

Liverpool: 1979, 1980, 1982, 1986

### Competizioni internazionali
- Coppa dei Campioni: 2

Liverpool: 1980-1981, 1983-1984